# Nossa Senhora da Graça (Nisa)
Nossa Senhora da Graça ist ein Ort und eine ehemalige Gemeinde (Freguesia) im portugiesischen Kreis (Concelho) von Nisa. Die Gemeinde hatte 1589 Einwohner (Stand 30. Juni 2011).
Nossa Senhora da Graça ist, neben Espírito Santo, eine der zwei Ortsgemeinden der Kleinstadt Nisa.
Am 29. September 2013 wurden die Gemeinden Nossa Senhora da Graça, São Simão und Espírito Santo zur neuen Gemeinde União das Freguesias de Espírito Santo, Nossa Senhora da Graça e São Simão zusammengeschlossen.

## Söhne und Töchter
- Jaime do Inso (1880–1967), Marineoffizier, Autor und Orientalist